# Conteneur à incendie
Un conteneur à incendie est un dispositif de formation des pompiers restituant les principales conditions extrêmes d'intervention dans un local dévoré par le feu.

## Histoire
Le conteneur à incendie a été imaginé en Suède et a commencé à être testé en France dans les années 2000.

## Le conteneur
Le conteneur à incendie est un simple conteneur en métal utilisé massivement par le transport maritime et n'ayant pas été modifié : il mesure donc 12 mètres de long pour moins de 2,5 m dans les autres dimensions. Ses normes permettent de reproduire les séances de formation dans les mêmes conditions en tout lieu.
Le conteneur fournit en termes de surface et de volume les conditions d'un local de taille moyenne comme une chambre à coucher et dont les issues seraient fermées. Prête à être enflammée, une quantité de bois correspondant à la quantité de matières inflammables contenue dans ce genre de lieu est disposée au fond du conteneur.

## L'usage
L'exercice de base comporte deux temps, observation puis action, et dure environ vingt minutes.
Une fois le feu mis au bois et autres matériaux combustibles placés dans le conteneur, quelques pompiers en formation et les formateurs y pénètrent, correctement équipés, mais sans matériel de lutte. L'objectif de cette phase est en effet d'observer attentivement le déroulement typique de l'incendie dans ses composantes (flammes, fumées, gaz, température), tout en s'accoutumant à l'intense chaleur d'environ mille degrés en haut du conteneur et quatre cents degrés sur le plancher. En raison de ce gradient, les hommes doivent en principe rester immobiles à genoux. 
Dans un second temps, le foyer devenant moins intense, les pompiers en formation sortent s'équiper pour revenir immédiatement éteindre l'incendie comme ils le feraient dans les circonstances ordinaires.